# Нагаево (Башкортостан)
Нага́ево (баш. Нуғай) — село в составе городского округа город Уфа, центр Нагаевского сельсовета, переданного Октябрьскому району города Уфы. Ранее — центр Нагаевской волости Уфимского уезда.

## История
Основано башкирами Минской волости Ногайской дороги на собственных землях, известно с 1664 года. Во второй половине XVIII века здесь учитывались ясачные татары. В середине XIX века принадлежало статскому советнику И. Ф. Базилевскому.
В 1865 в Нагаево (Петропавловском) в 115 дворах проживало 674 человека. Занимались земледелием, пчеловодством, изготовлением деревянных изделий. Были церковь, училище, конная мельница, располагалось волостное правление.
В 1906 году зафиксированы церковь, земская школа, фельдшерско-амбулаторный пункт, винная, пивная и три бакалейные лавки, хлебозапасный магазин; находилось волостное правление.
В 1992 году четыре населённых пункта Нагаевского сельсовета Уфимского района Нагаево, Жилино, Зинино и Нагаевский кордон вошли в подчинение Уфимского горсовета.
В 2007 году заложена церковь, освящена в 2009 году. С открытием в 2008 году Пугачёвского моста через реку Уфу возле Каменной переправы территория стала активно застраиваться. Около села находятся Нагаевские городища.

## Гидрография
Два пруда. В юго-восточной части село имеет выход к реке Белой.

## География
Расположено в юго-восточной части городского округа город Уфа, входит в состав Октябрьского района. Также имеет общие границы с Кировским и Калининским районами ГО город Уфа. Кроме того, граничит с Уфимским, Иглинским и Кармаскалинским районами Республики Башкортостан.
Территория Нагаево разделена на 40 кварталов, имеющих неофициальные цифровые обозначения. Наряду с названием улиц это позволяет более точно идентифицировать расположение домов, особенно в процессе продолжающейся интенсивной застройки.

## Население
1. Н/Д[12]

Согласно переписи 2020 года, преобладающая национальность — русские (41,2 %), татары (29,4 %), башкиры (23,8 %).

## Транспорт и дороги
Село имеет автобусное сообщение с городом Уфой пригородными маршрутами № 124, 124к, № 278, 163 и 163д.  2023   С севера на юг пересечено Нагаевским шоссе — автомобильной дорогой Уфа — Охлебинино, что стало возможным после открытия в октябре 2008 года первой очереди Пугачёвского моста через реку Уфу. Расстояние до центра города Уфы по автодороге составляет 19 км.
Большая часть новых улиц в новостройках дороги не имеет никакого покрытия, только малая часть улиц обсыпана песком. Освещение присутствует только на центральной улице.

## Образование
В селе Нагаево имеется детский сад № 37 (два корпуса), а также среднеобразовательная школа № 147. Первая очередь школы № 147 на 825 мест открыта 1 сентября 2017 года. Вторая очередь открыта 1 сентября 2018 года.

## Телекоммуникации
Действуют операторы сотовой связи: Билайн, МегаФон, МТС, Йота.
Услуги доступа к сети интернет, телевидению и телефонии предоставляют компании Башинформсвязь, Уфанет, Ростелеком.
Услуги интернета в селе предоставляются по технологии GPON.

## Религия
В селе есть мечеть и православная церковь апостолов Петра и Павла.